# Дате Кіміко
Дате Кіміко (яп. 伊達 公子, 28 березня 1970) — японська тенісистка.

## Життєпис
Кіміко Дате почала грати в теніс з 6 років, а грає на професійному рівні з 1989 року. 1992 року WTA проголосила тенісисткою, що найкраще покращила свою гру за рік. До завершення кар'єри в 1996 Дате 4 рази вигравала Japan Open, добиралася до півфіналу Відкритого чемпіонату Австралії, Відкритого чемпіонат Франції та Вімблдонського турніру. Найвища її позиція в рейтингу WTA — четверте місце.
У 2001, через п'ять років після завершення кар'єри вона одружилася з німецьким автогонщиком Міхаелем Круммом, з яким розлучилася у 2016.
Кіміко Дате-Крумм несподівано повернулася в теніс через 12 років після завершення кар'єри. Загалом це повернення було успішним. 2013 року вона виграла Hansol Korea Open Tennis Championships, ставши другою за віком тенісисткою відкритої ери після Біллі-Джин Кінг, що змогла здобути перемогу в турнірі WTA.
Кіміко від природи шульга, але її навчили грати правою рукою.